# Mikuláš z Verdunu
Mikuláš z Verdunu (1130-1140? Verdun -  1205? Tournai) byl lotrinský zlatník, kovotepec a malíř emailů.
Mezi jeho nejvýznamnější díla patří Verdunský oltář v Leopoldově kapli kláštera v Klosterneuburgu z roku 1181, relikviář Tří králů v Katedrále svatého Petra v Kolíně nad Rýnem zhotovený v letech 1181 až 1200 a relikviář Panny Marie v katedrále Notre-Dame v Tournai z roku 1205, který nese nápis s jeho jménem, Nicolaus de Verdun. Také klosterneuburský oltář nese nápis s jeho jménem v latině, Nicolaus Virdunensis. Jiný výtvarný nápis Mikuláše z Verdunu zaznamenává popis relikviáře v pokladnici katedrály ve Wormsu z roku 1660.